# Andreas Han Jingtao
Andreas Han Jingtao (chinesisch 韓井濤, Pinyin Hán Jǐngtāo; * 26. Juli 1921 in Jilin; † 30. Dezember 2020) war ein chinesischer Geistlicher und römisch-katholischer Bischof von Siping. Er wurde als „Riese der Kultur und des Glaubens“ der Untergrundkirche Chinas bezeichnet.

## Leben
Han wurde am 26. Juli 1921 in Jilin geboren. In einigen Dokumenten ist als sein Geburtsjahr 1919 oder 1923 verzeichnet. Nach seiner theologischen Ausbildung, unter anderem bei kanadischen Missionaren aus Quebec, wurde er am 14. Dezember 1947 zum Priester geweiht. Han war Unterstützer der katholischen Laienorganisation Legio Mariae und initiierte die Gründung der Schwesterngemeinschaft „Congregation Mount Calvary“.
Während der Herrschaft von Mao Zedong weigerte er sich, der Chinesischen Katholisch-Patriotischen Vereinigung beizutreten, wurde von der kommunistischen Regierung 1953 verhaftet und 27 Jahre lang in Arbeitslagern interniert. Erst 1980, nachdem Deng Xiaoping die Macht übernommen hatte und das politische Klima offener für Religion geworden war, wurde er freigelassen.
Er wurde von den Behörden 1980 als Dozent für Englisch, kurz darauf als Professor für lateinische und griechische Sprache und Kultur am Institut für die Geschichte der alten Zivilisationen an der Universität Nordostchinas in Shenyang ernannt. 1987 ging er in den Ruhestand.
1982 wurde er heimlich zum Bischof des römisch-katholischen Bistums Siping, das immer noch vom Heiligen Stuhl anerkannt wird, ernannt, eines Bistums, das die Provinzen Jilin, die Inneren Mongolei und Liaoning umfasst. Vier Jahre später empfing er am 6. Mai 1986 ebenfalls stillschweigend die Bischofsweihe. Seine kirchliche und missionarische Arbeit musste er weitgehend im Untergrund durchführen. Ab 1997 stand er unter ständiger polizeilicher Überwachung.